# Телевизионное чемпионство мира ROH
Телевизионное чемпионство мира ROH (англ. ROH World Television Championship) — это титул телевизионного чемпиона, созданный и продвигаемый американским рестлинг-промоушном Ring of Honor (ROH).

## История
20 января 2010 года на официальном сайте ROH было объявлено о создании титула телевизионного чемпиона мира ROH. Для определения первого чемпиона был запланирован турнир из восьми человек с одним отборочным туром. Турнир должен был начаться 4 февраля и завершиться 6 февраля в Филадельфии, Пенсильвания, во время записи телевизионной программы Ring of Honor Wrestling. По поводу добавления нового титула президент ROH Кэри Силкин сказал: «Мы уже давно говорили о том, чтобы добавить второстепенный титул. Это не только даст спортсменам Ring of Honor еще одну огромную цель для работы, но и даст нашему замечательному партнеру, HDNet, титул, который обязательно будет защищаться в телевизионной программе. Мы рады публично поблагодарить HDNet за предоставленный нам шанс добавить этот титул в телевизионное шоу».
После того как в марте 2011 года шоу Ring of Honor Wrestling было отменено, титул стал неактивным. Хотя Дэниелс перестал его защищать, он все еще носил пояс с собой как часть своего злодейского образа. После продажи ROH компании Sinclair Broadcast Group и выхода в эфир в сентябре нового телешоу, ROH восстановила титул на июньском мероприятии Best in The World.